# José Terencio Farré
José Terencio Farré (Requena 1887-Valencia 1968) fue un escultor español.

## Biografía
Nace en Requena el 17 de julio de 1887, hijo único de un oficial del ejército. Se traslada a Valencia y se forma en la Real Academia de San Carlos. En 1903, con diecisiete años, marcha a estudiar y trabajar a Barcelona y, desde ahí, a París, donde vivió once años y recibió clases de Henri Weigele. Instalado en el barrio artístico por excelencia de Montparnasse, vivió allí la guerra. De vuelta en Valencia, ejerció su profesión escultórica y trabajó hasta su jubilación como profesor de modelado en la Escuela de Cerámica de Manises. Falleció en Valencia en 1968, con ochenta y un años.

## Carrera y obra

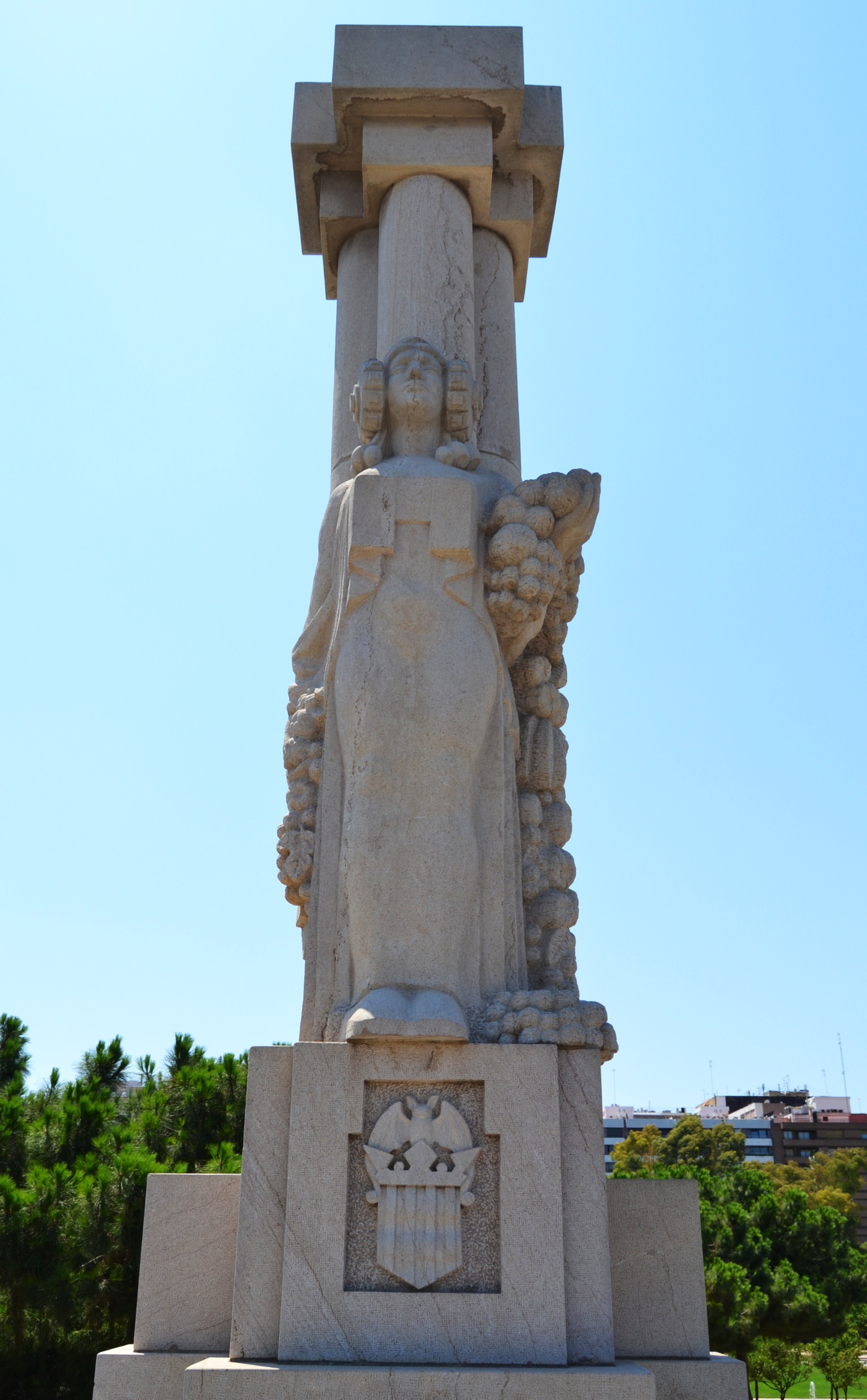
Valencia, en el puente de Aragón

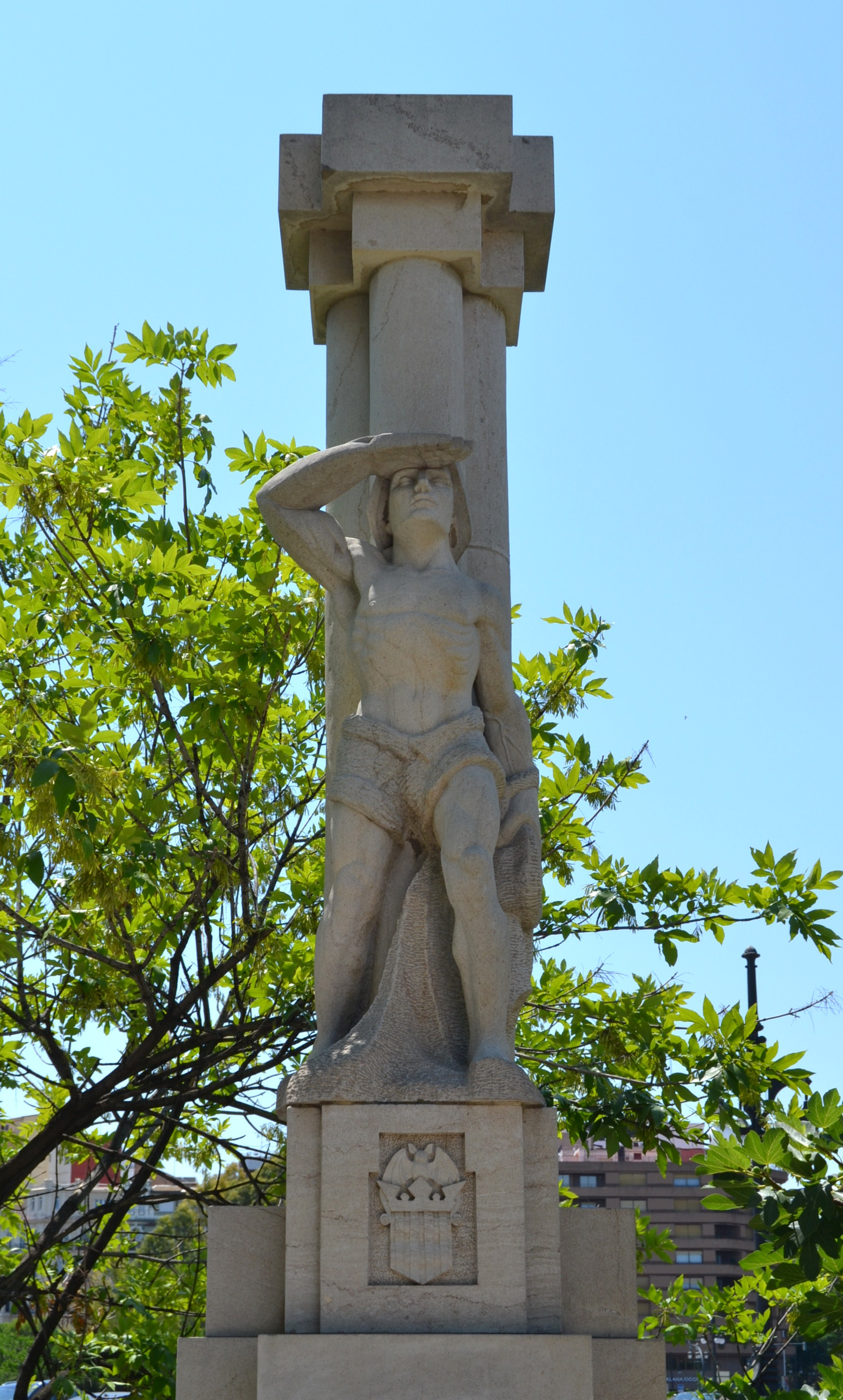
La pesca, en el puente de Aragón

Fue premiado en la exposición celebradas en la Universidad de Valencia en beneficio a un Palacio de las Bellas Artes en 1916, y participó junto al arquitecto Eugenio López en el concurso para la estatua al doctor Moliner, que se llevó José Capuz.
Su obra más popular son las cuatro esculturas de piedra de presiden las entradas al Puente de Aragón, dedicadas a la Sabiduría y a la Agricultura en el lado del puente recayente a Marqués del Turia, y a la Pesca y a Valencia en la parte recayente a la plaza de Zaragoza.
Pero la huella de José Terencio Farré en Valencia incluye otras obras como:
- Placa a los fallecidos en la Gran Guerra de la Alianza Francesa (1922) de la calle Isabel la Católica (ahora en Paterna).[4]

- Reconstrucción de la Cruz del Camino Viejo de Liria (1928).[5]
- Estatua de la fachada de la facultad de medicina, que representa una gran matrona semirecostada en el tímpano de la fachada, que porta un libro rotulado "Ars Medendi".[6]

- Busto de Luis de Santángel en el paseo de La Alameda, por encargo de Lo Rat Penat (1920), obra que fue premiada por los Juegos Florales de aquel año.[7]

- Figuras de San Vicente Mártir y del Sagrado Corazón de la parroquia de San Vicente Mártir de Benimámet.[8]

Fuera de Valencia, entre su obra se encuentra:
- Placa en homenaje a Roque Chabás en Denia.[9]

- Escultura de San Francisco de Borja del Sanatorio de Fontilles (1964).[10]

- Paso de "El Olivo", de la Semana Santa de Villafranca del Cid.[11]

- Estatua de la Sirena (1930), Escuela Universitaria de Turismo Altamira en Santander.[12]

## Galería

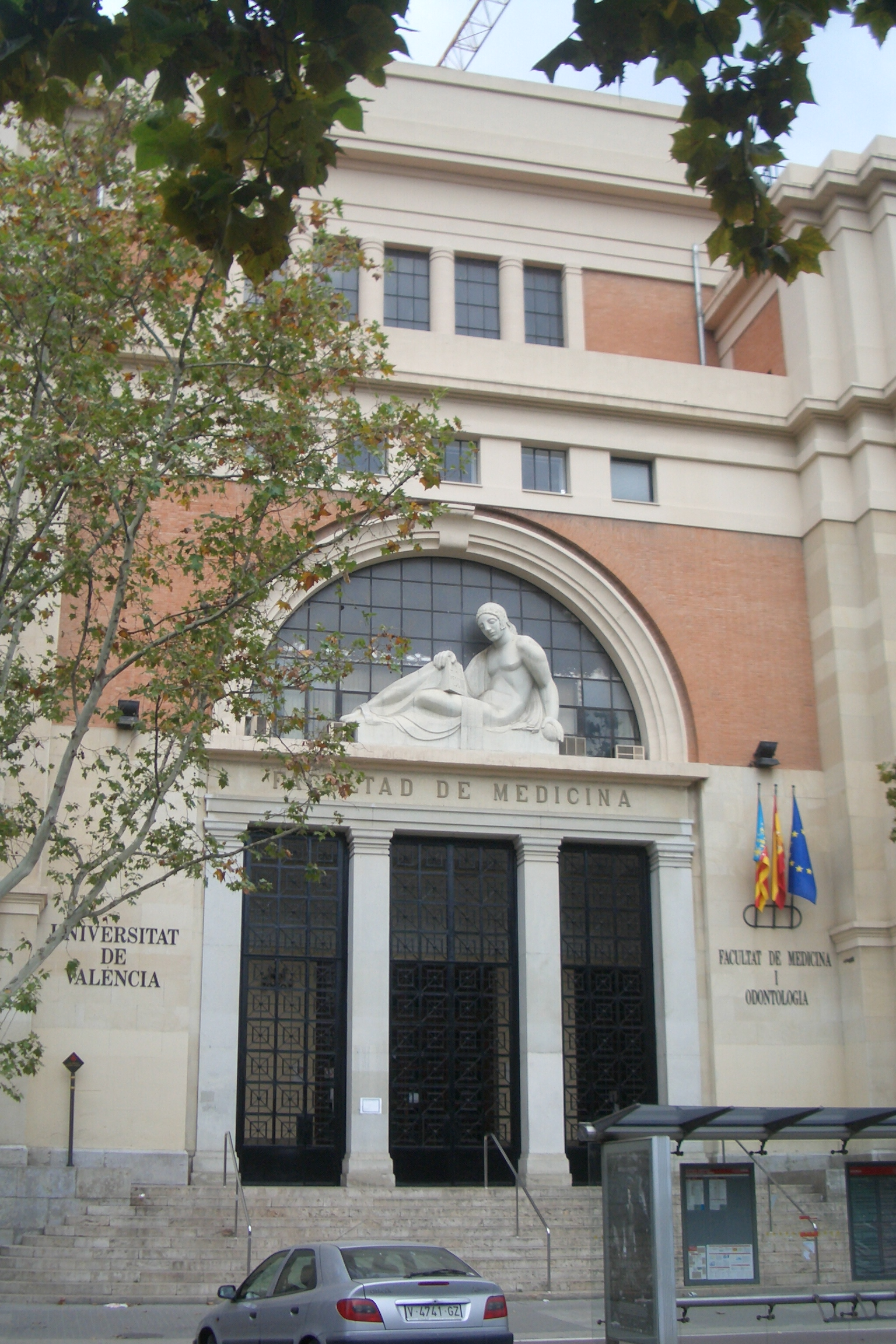
Facultad de Medicina de Valencia con la matrona de José Terencio
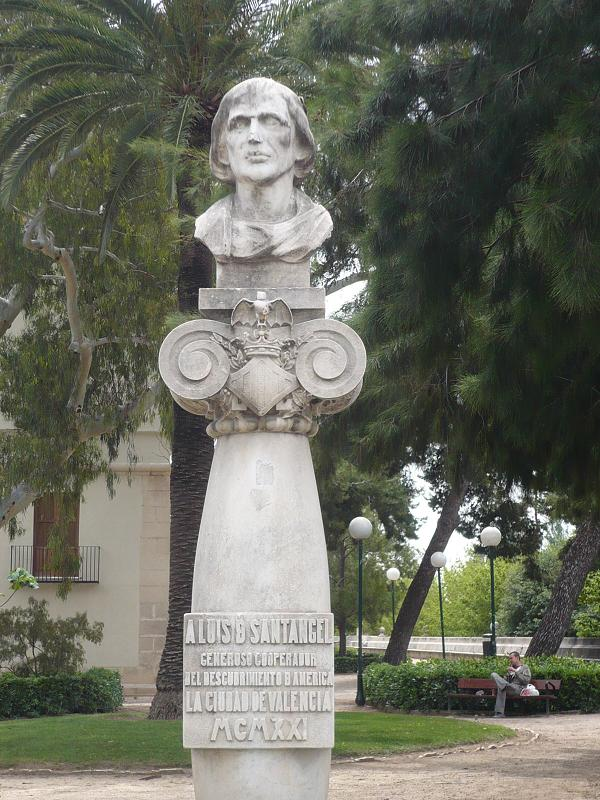
Busto de Luis de Santángel en el paseo de la Alameda
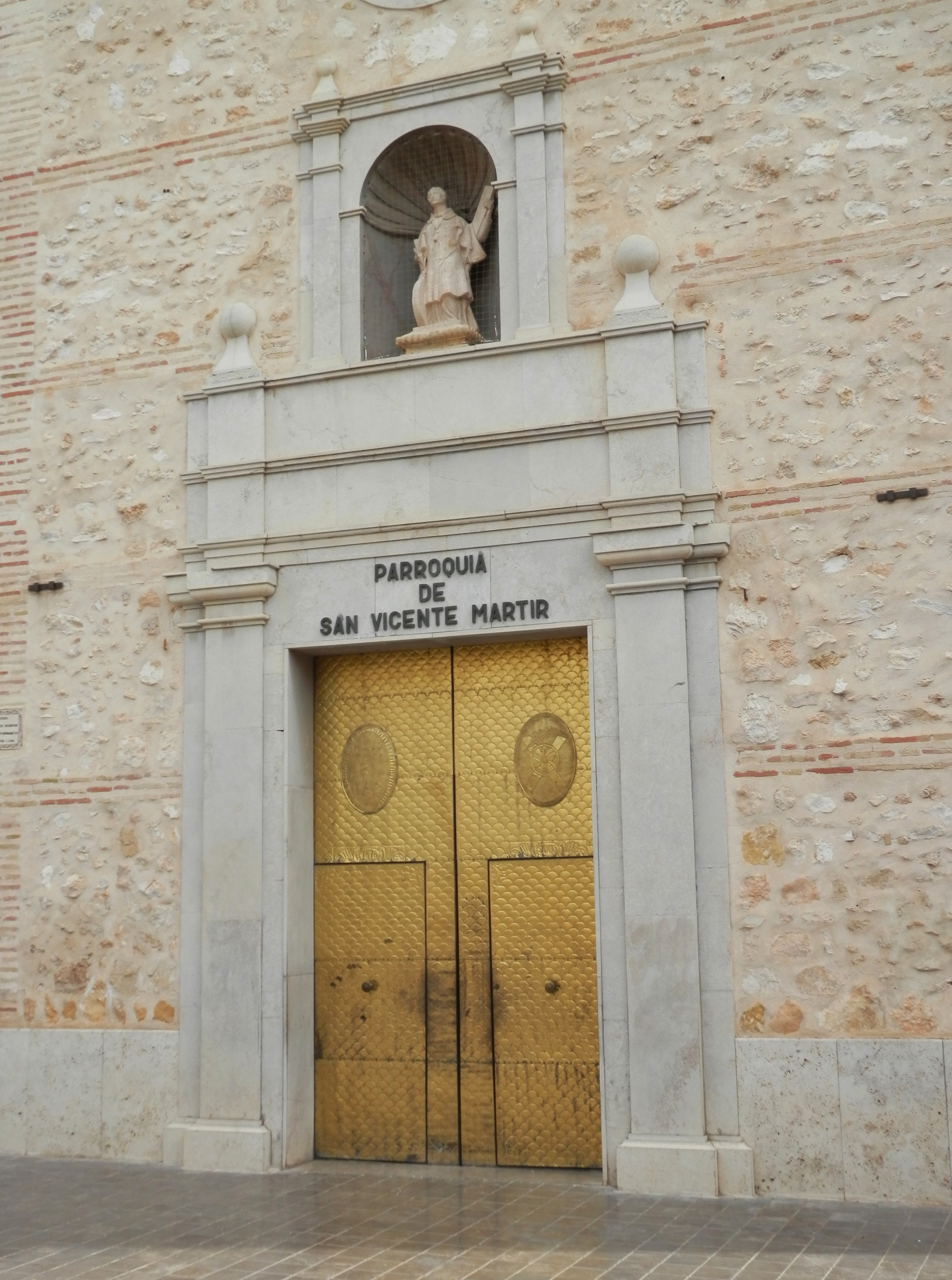
San Vicente en la portada de la Iglesia Parroquial de Benimàmet
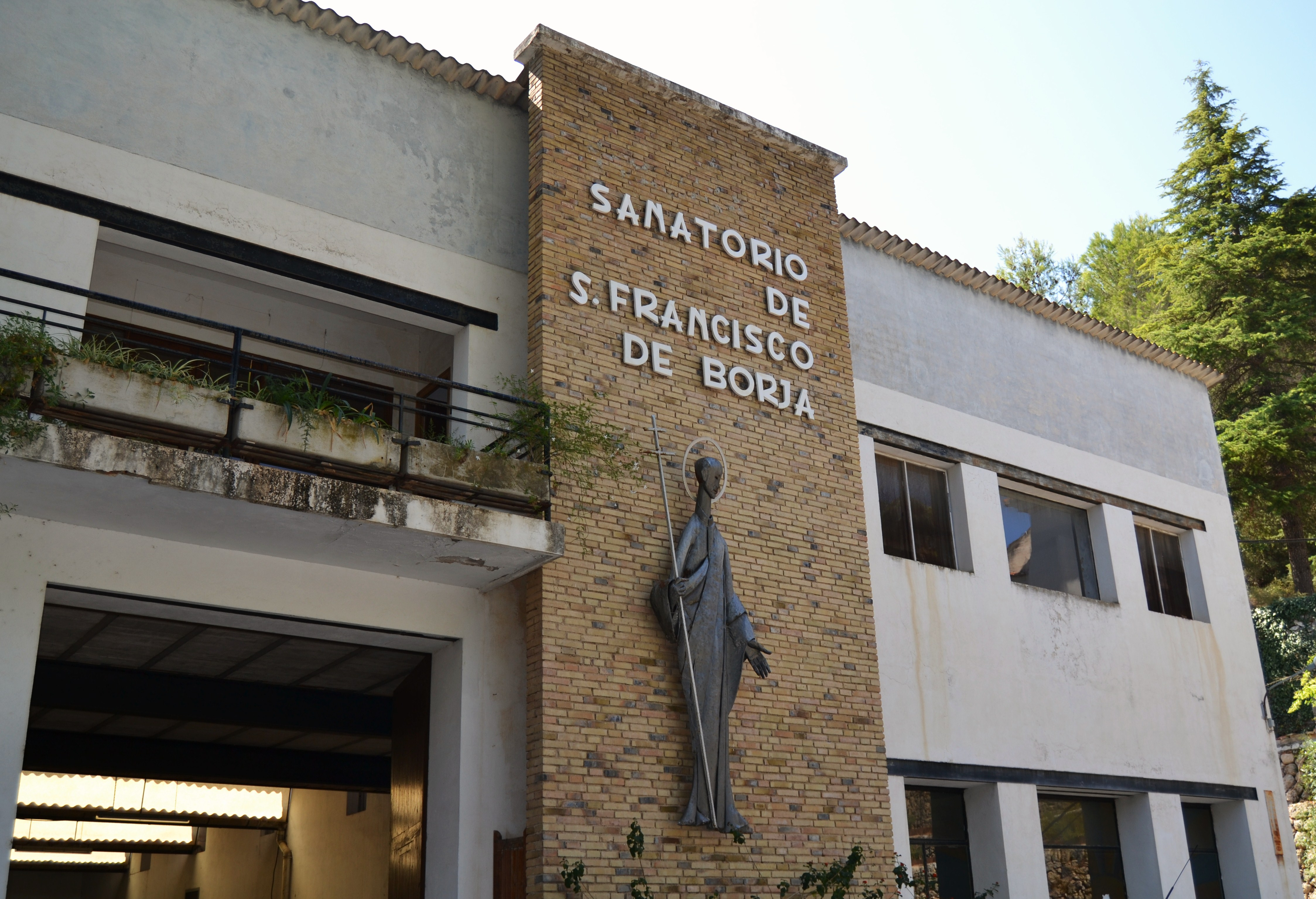
San Franciso de Borja en Fontilles